# Jiří Švub
Jiří Švub (* 12. September 1958 in Jeseník; † 19. August 2013 in Banská Bystrica, Slowakei) war ein tschechoslowakischer Skilangläufer.

## Werdegang
Švub, der für den Dukla Liberec startete, trat international erstmals bei den Nordischen Skiweltmeisterschaften 1978 in Lahti in Erscheinung. Dort belegte er den 37. Platz über 15 km und den siebten Rang mit der Staffel. Im März 1978 wurde er bei den Svenska Skidspelen in Falun Dritter mit der Staffel. Bei den Olympischen Winterspielen 1980 in Lake Placid lief er auf den 30. Platz über 50 km, auf den 28. Rang über 30 km und auf den 23. Platz über 15 km. In der Staffel mit František Šimon, Miloš Bečvář und Jiří Beran kam er auf den neunten Platz. In der Saison 1981/82 erreichte er mit zwei Top-Zehn-Platzierungen den 18. Platz im Gesamtweltcup sein bestes Gesamtergebnis. Beim Saisonhöhepunkt, den Nordischen Skiweltmeisterschaften 1982 in Oslo, errang er den 18. Platz über 30 km und den 14. Platz über 50 km. Im Dezember 1983 holte er in Reit im Winkl mit dem 14. Platz über 15 km letztmals Weltcuppunkte.
Bei den tschechoslowakischen Meisterschaften siegte Švub fünfmal mit der Staffel von Dukla Liberec (1979, 1981–1984) und zweimal über 15 km (1982, 1983).

## Teilnahmen an Weltmeisterschaften und Olympischen Winterspielen

### Olympische Spiele
- 1980 Lake Placid: 9. Platz Staffel, 23. Platz 15 km, 28. Platz 30 km, 30. Platz 50 km

### Nordische Skiweltmeisterschaften
- 1978 Lahti: 7. Platz Staffel, 37. Platz 15 km
- 1982 Oslo: 14. Platz 50 km, 18. Platz 30 km